# خوانمي جيلابيرت
خوانمي جيلابيرت (بالإسبانية: Juanmi Gelabert)‏ هو لاعب كرة قدم إسباني في مركز الدفاع، ولد في 19 سبتمبر 1972 في كابديبيرا في إسبانيا. لعب مع ريال سبورتينغ خيخون وريكرياتيفو ونادي إشبيلية ونادي إلتشي ونادي إيركوليس ونادي قرطبة.